# Chat de navire
 (juillet 2023).
Si vous disposez d'ouvrages ou d'articles de référence ou si vous connaissez des sites web de qualité traitant du thème abordé ici, merci de compléter l'article en donnant les références utiles à sa vérifiabilité et en les liant à la section « Notes et références ».

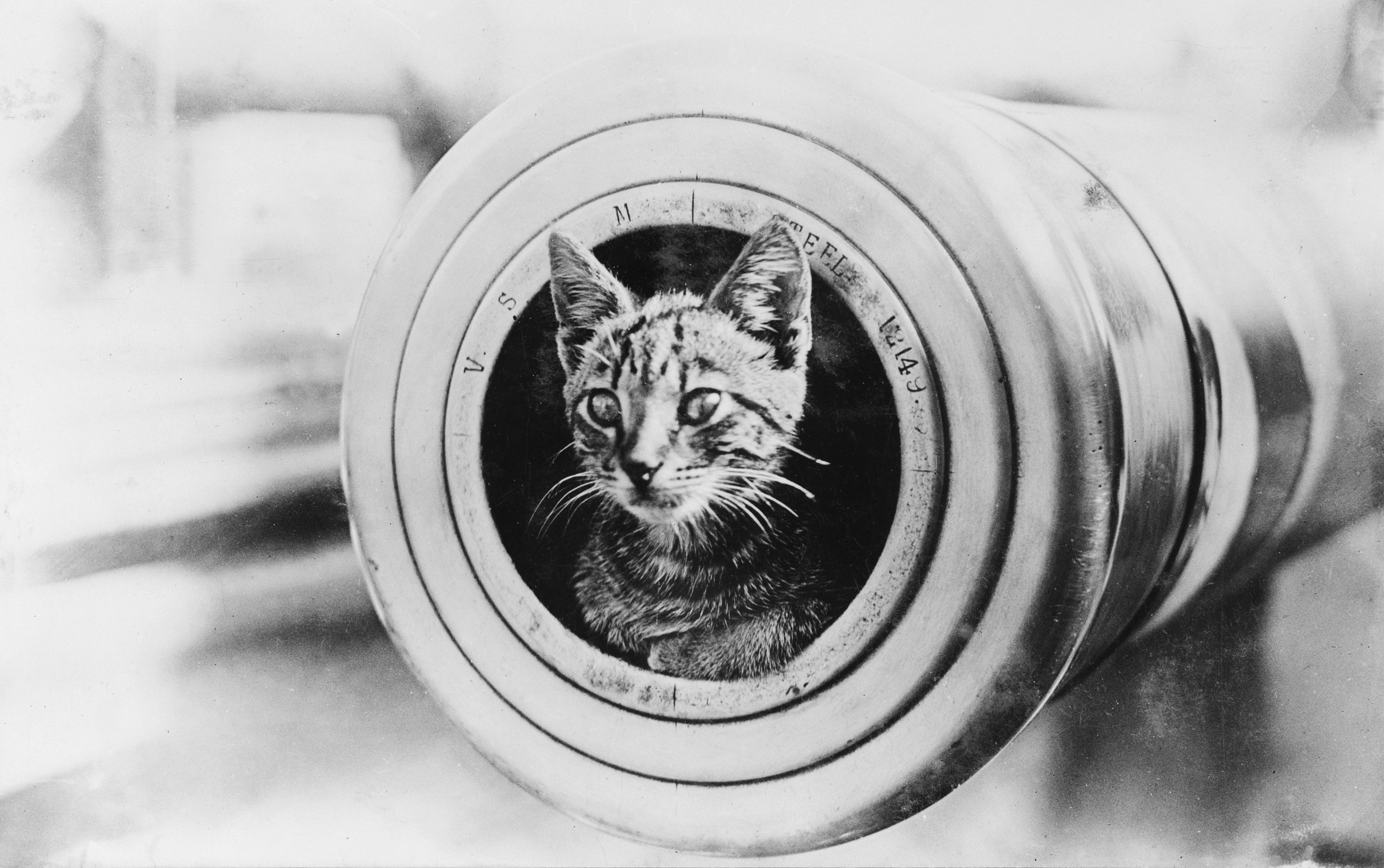
Chat de navire sur le HMAS Encounter, un croiseur protégé australien, durant la Première Guerre mondiale.

Les chats de navire sont des chats qui sont chargés de la lutte anti-parasitaire sur les navires. Ils peuvent également servir d'animaux de compagnie aux marins. L'utilisation de chats sur les bateaux date de l'Antiquité, et est encore monnaie courante dans de nombreux navires de commerce ou militaires au début du XXIe siècle.

## Utilisation
Les chats ont été pris sur les bateaux pour des raisons diverses, la plus importante étant la chasse aux rats et aux souris qui vont se nicher dans les dépôts chauds et humides des navires, causant des dommages aux  cordes et à la coque des bateaux (en rongeant l'étoupe qui sert à calfeutrer).
Plus grave encore est la menace que ces animaux font peser sur la santé des membres de l'équipage, car les souris peuvent manger de la nourriture et transmettre des maladies, un facteur important lorsque le navire reste pendant une longue période en mer.
Les rats peuvent également abîmer certains types de cargaisons, telles que le son, les haricots et autres aliments.

## Historique

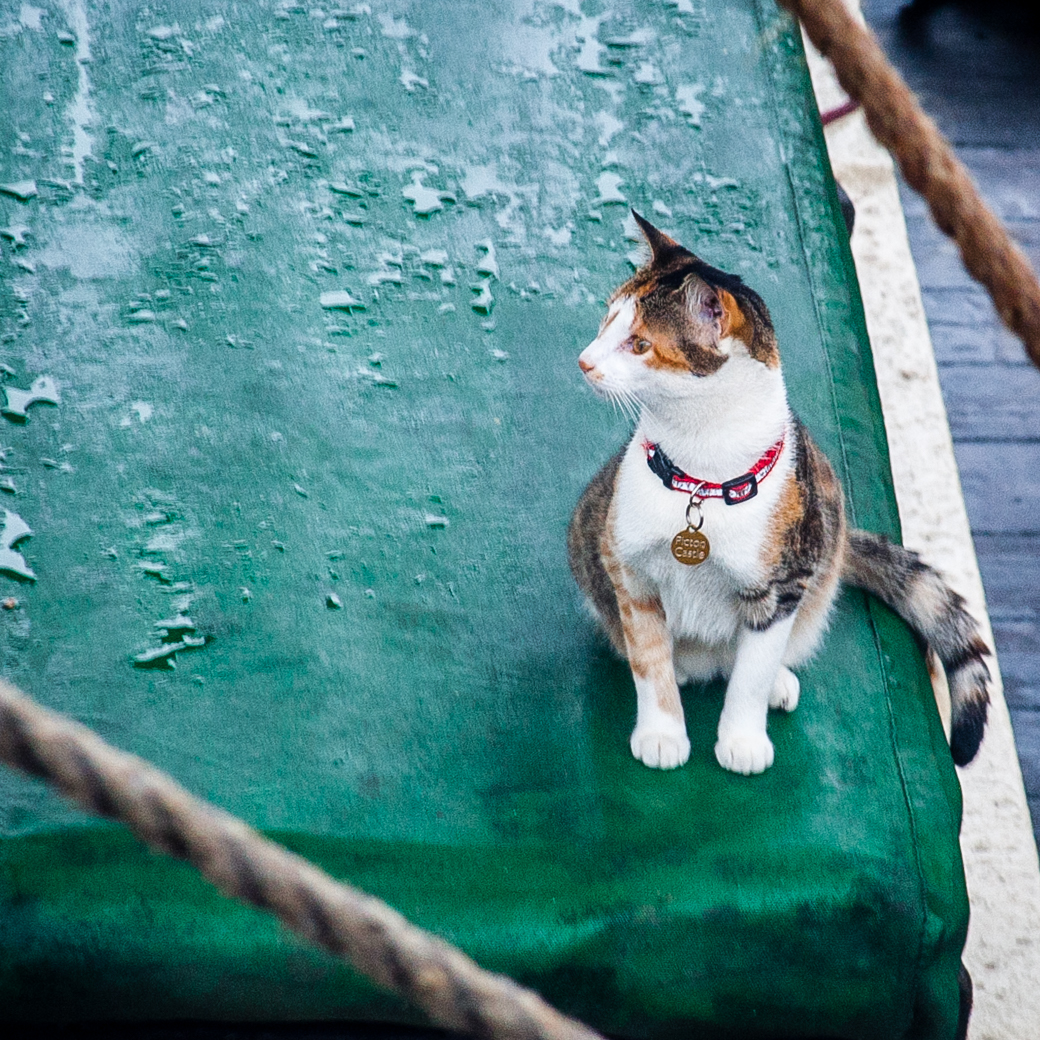
La « souricière » du Picton Castle à Portland (Maine) en 2015. Le nom du navire figure sur sa médaille.

La domestication des chats aurait eu lieu il y a environ 8 000 à 10 000 ans, et la pratique de prendre des chats à bord des navires a commencé peu de temps après. Les anciens Égyptiens prenaient des chats sur les bateaux du Nil pour chasser les oiseaux sur les rives des rivières. Les chats ont également été embarqués sur des navires marchands pour contrôler les rongeurs, et le concept a été adopté par les marchands des autres peuples. Cela a conduit à la propagation de chats dans le monde. À travers les siècles les descendants se sont développés en races différentes selon le climat et les conditions dans lesquelles ils se trouvaient. Il semblerait que les cargos phéniciens fussent les premiers à amener des chats domestiques en Europe vers l'an -900. Au Moyen Âge, ils étaient utilisés pour protéger les arcs et arbalètes.
La Royal Navy n'a abandonné cette pratique qu'en 1975.